# Myriochele robusta
Myriochele robusta är en ringmaskart som beskrevs av Parapar 2003. Myriochele robusta ingår i släktet Myriochele och familjen Oweniidae. Inga underarter finns listade i Catalogue of Life.